# 尼泊尔共产党（马列） (1978年)
尼泊尔共产党（马列）（英语：Communist Party of Nepal (Marxist–Leninist)）是尼泊尔历史上的一个地下共产党。该党成立于1978年，由全尼泊尔共产主义革命者协调委员会（马列）的成员建立，这些成员都曾参与过1969年的查巴起义。该党存在的时间是1978年12月26日到1979年1月1日，第一任秘书长是C.P. Mainali。

## 历史
尼泊尔共产党（马列）曾深受印度共产党（马列）影响，印度共产党（马列）的基地位于印度比哈尔邦，这里和尼泊尔接壤。尼泊尔共产党 
（马列主义）进行武装活动，迅速成为该国的主要的共产主义阵营。
尼泊尔共产党（马列）的主要纲领是阶级斗争和解放阵线。
1982年，一个重大转变发生，该党放弃武装斗争的策略，选择了人民民主斗争，Mainali被罢免总书记。
1986年，尼泊尔共产党 (马列)的改革进程进一步加快，中度·马丹·班达里当选秘书长。
1990年，该党参加了左翼阵线，1991年，这导致了尼泊尔共产党（马列）和尼泊尔共产党（马克思主义） (1986年)合并为尼泊尔共产党（联合马列）。
曾有一些较小的共产主义党派并入尼泊尔共产党（马列）：
- 1979年7月：马列主义革命共产党

- 1980年1月：“革命共产主义者”

- 1980：马列主义学习小组

- 1980年4月：尼泊尔革命共产主义组织

- 1981年11月：尼泊尔共产党反对派团结中心

- 1981年12月：“革命者”

- 1986年4月：尼泊尔工农组织